# Pawieł Abrosimow (generał porucznik)
Pawieł Aleksandrowicz Abrosimow (ros. Павел Александрович Абросимов; ur. 1899 w Nowozybkowie, obw. briański, zm. 1955) – radziecki generał porucznik artylerii, uczestnik II wojny światowej.	
W armii od 1920, członek WKP(b) od 1932.
4 sierpnia 1942 został mianowany generałem majorem artylerii, a 18 listopada 1944 generałem porucznikiem artylerii.
14 lutego 1943 za bojową służbę w oddziałach obrony przeciwlotniczej Stalingradzkiego Rejonu Korpuśnego otrzymał Order Czerwonej Gwiazdy. Pełnił wtedy służbę na stanowisku szefa Zarządu Przygotowania Bojowego Wojsk Obrony Przeciwlotniczej Terytorium Kraju.
Od lipca 1943 był zastępcą dowodzącego wojskami Frontu Południowego i dowódcą artylerii Obrony Przeciwlotniczej Frontu. 1 lipca 1944 otrzymał Order Czerwonego Sztandaru.